# Imparfinis pijpersi
Imparfinis pijpersi är en fiskart som först beskrevs av Hoedeman, 1961.  Imparfinis pijpersi ingår i släktet Imparfinis och familjen Heptapteridae. Inga underarter finns listade i Catalogue of Life.